# Korsbæk (Lolland)
 For alternative betydninger, se Korsbæk. (Se også artikler, som begynder med Korsbæk)
Korsbæk er navnet på et vandløb i Vantore Sogn, Nysted Kommune (1970), Guldborgsund Kommune
(2007), Region Sjælland